# Admont
Admont é um município da Áustria, situado no distrito de Liezen, no estado da Estíria. Tem 299,84 km² de área e sua população em 2019 foi estimada em 4.957 habitantes.